# Chiesa di San Michele Arcangelo (Copparo)
La chiesa di San Michele Arcangelo è la parrocchiale a Saletta, frazione di Copparo, in provincia di Ferrara. Appartiene al vicariato di Sant'Apollinare dell'arcidiocesi di Ferrara-Comacchio e risale al X secolo.

## Storia
La chiesa di San Michele Arcangelo nella piccola cittadina di Saletta ha una prima citazione documentale che risale al X secolo. Quando venne fondata era sussidiaria della pieve di san Giorgio di Tamara (che in seguito sarebbe avrebbe avuto una modifica nella intitolazione, diventando chiesa di San Giovanni Battista).
In tempi successivi divenne sussidiaria della pieve di Ruina.
All'inizio del XIX secolo, tra il 1804 e il 1811, il precedente edificio religioso fu demolito e venne completamente ricostruito. A lungo il progetto venne attribuito all'architetto Antonio Foschini, attivo a Ferrara in quel periodo e noto anche per aver partecipato alla edificazione del teatro comunale di Ferrara ma in tempi recenti tale ipotesi è stata messa in dubbio e si è indicato come progettista Alfonso Magnanini.
La costruzione della facciata è del 1842.
Quando si verificò il terremoto dell'Emilia del 2012, la chiesa ne risultò danneggiata ma non in modo tale da impedirne l'uso per le funzioni religiose. Rimane in attesa di lavori.